# Hamílton (piłkarz)
Hamílton, właśc. Hamílton Evangelista dos Santos (ur. 3 kwietnia 1931 w Salvadorze) – brazylijski piłkarz, występujący na pozycji napastnika.

## Kariera klubowa
Hamílton występował w CR Flamengo i Ypirangi Salvador.

## Kariera reprezentacyjna
W reprezentacji Brazylii Hamílton zadebiutował 18 września 1957 w zremisowanym 1-1 meczu z reprezentacją Chile, którego stawką było Copa Bernardo O’Higgins 1957. Był to jego jedyny występ w reprezentacji.